# وادي المسعودي

## الموقع
تقع الأجزاء السفلى من حوض وادي والمسعودي ضمن محمية الإمام عبدالعزيز بن محمد الملكية، أما أجزاءه الوسطى والعليا فهي خارج حدود المحمية. ويصرف الوادي مياه الأمطار من أرض مستطيلة نسبيا تمتد من الجنوب الغربي إلى الشمال الشرقي، وتقع إلى الجنوب من حوض شعيب مربخ رملان وحوض وادي خويش العطشان، وإلى الشمال من حوض وادي خويش زمزم. وتبدأ منابع وادي المسعودي عند خط طول 47.130504 درجة شرقا ودائرة عرض 25.054932 درجة شمالاً.

## وادي المسعودي

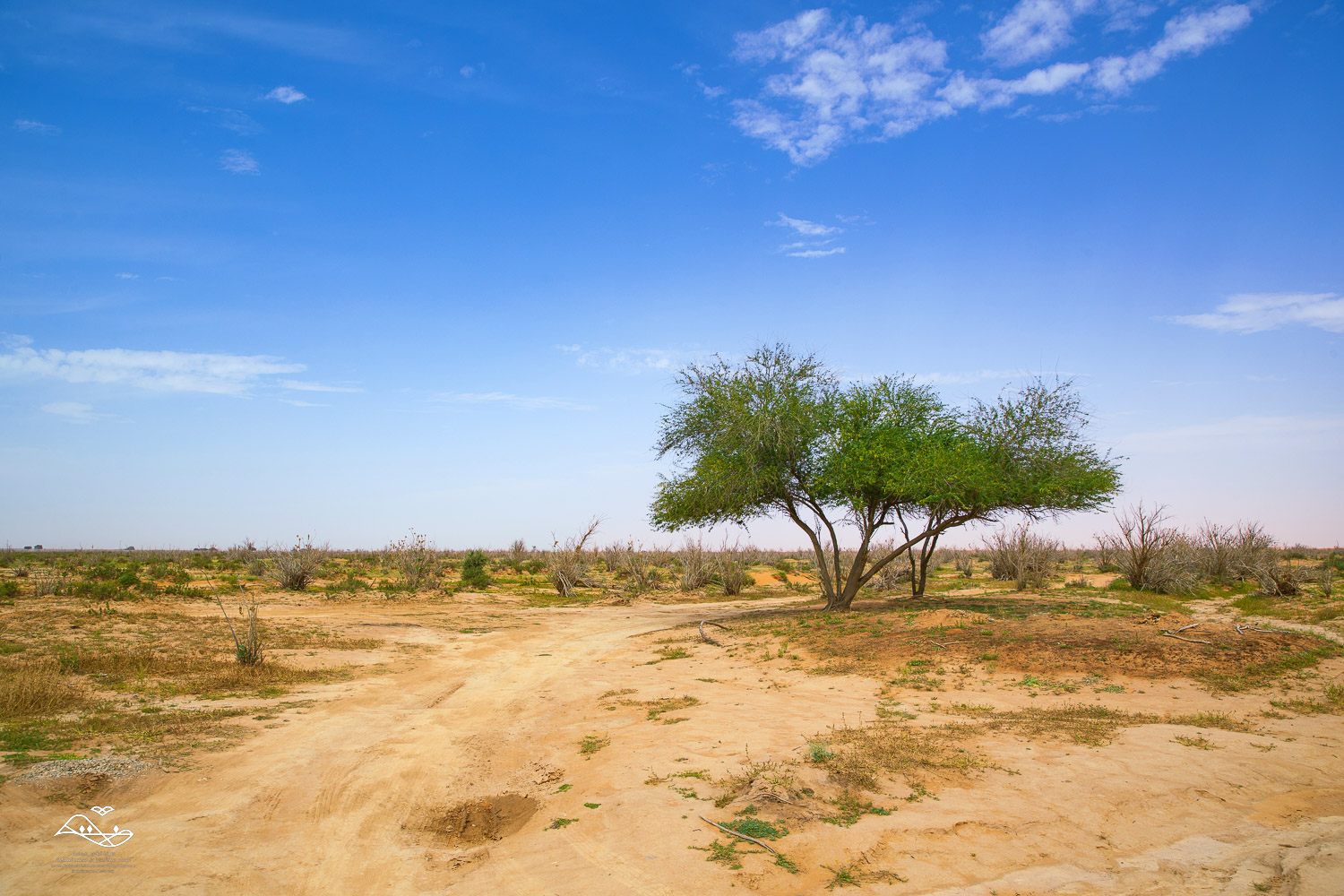

وادي المسعودي هو أحد أودية العرمة الواقعة في محافظة رماح بوسط المملكة العربية السعودية، ومن روافده المشهورة قري مسيعيد وقري المؤمنية وشعيب المسعودية، وتقع الأجزاء السفلى من حوض وادي والمسعودي ضمن محمية الإمام عبدالعزيز بن محمد الملكية، أما أجزاءه الوسطى والعليا فهي خارج حدود المحمية. ويصرف الوادي مياه الأمطار من أرض مستطيلة نسبيا تمتد من الجنوب الغربي إلى الشمال الشرقي، وتقع إلى الجنوب من حوض شعيب مربخ رملان وحوض وادي خويش العطشان، وإلى الشمال من حوض وادي خويش زمزم. وتبدأ منابع وادي المسعودي عند خط طول 47.130504 درجة شرقا ودائرة عرض 25.054932 درجة شمالا. وبشكل عام ينحدر المجرى الرئيسي لوادي المسعودي من الجنوب الغربي نحو الشمال الشرقي، ويصب في فيضة المسعودي عند خط طول 47.447793 درجة شرقا ودائرة عرض 25.201146 درجة شمالا. ويبلغ طول مجراه الرئيسي من منبعه إلى أن يصب في فيضة المسعودي حوالي 46كم، منها 8كم داخل محمية الإمام عبدالعزيز بن محمد الملكية، و38كم خارجها. ويلاحظ من صور قوقل ماب أن مجراه الرئيسي يتشعب أحيانا لمسافة ليست طويلة ثم تلتقي شعبه لتشكل مجرى واحد، خاصة في أجزائه السفلى والوسطى. ويظهر من الصور أيضا أن بعض أجزاء حوض وادي المسعودي تتكون من أرض فيها التلال، وأن مجاري المياه فيه تلتقي بزوايا حادة وتعطي نمطا شجريا، كما يتضح من الصور وجود تعرجات تكون انحناءاتها في الغالب متوسطة، وقليل منها شديدة الانحناء. ويظهر من الصور أيضا أن حوض وادي المسعودي يحتوي على غدران كثيرة تحتفظ بكميات من مياه السيول لعدة أشهر، والتي تعد من مناهل المياه الموسمية في العرمة، ويتبين من الصور أيضا أن الوادي يتضمن أشجار في بطنه وعلى جوانب مجراه، ويلاحظ أن تركزها وكثافتها تزداد بالقرب من غدران المياه الراكدة في مجرى الوادي.